# Zacorisca aglaocarpa
Zacorisca aglaocarpa es una especie de polilla de la  familia Tortricidae. Se encuentra en la isla Ceram en Indonesia y en India.
La envergadura es de aproximadamente 37 mm. Las alas anteriores son amarillas, la quinta terminal está teñida de un naranja intenso. Hay una línea de color azul profundo que recorre la base del dorso y el ala, continuada en la costa hasta una fascia posmediana bastante oblicua de color azul oscuro moderado y violeta. Hay una franja marginal azul-violeta profunda que recorre la costa desde un poco más allá. Las alas traseras son de color naranja cobrizo profundo, pero amarillas cerca de la costa y con una gran mancha basal pardo grisácea oscura.